# Josef Nolte (Kunsthistoriker)
Josef Nolte (* 23. Juli 1940 in Duderstadt-Breitenberg, Eichsfeld) ist ein deutscher Theologe, Kulturhistoriker und Kunsthistoriker.

## Leben
Nolte besuchte zunächst die Volksschule in Breitenberg. Nach der Gymnasialzeit in Hannover studierte er von 1961 bis 1969 Theologie, Philosophie, Geschichte und Kunstgeschichte und wurde durch die Katholisch-Theologische Fakultät der Eberhard Karls Universität Tübingen mit der Arbeit Dogma in Geschichte (1969, erschienen 1971) zum Dr. theol. promoviert. Dort wurde er Mitglied der katholischen Studentenverbindung KStV Alamannia Tübingen im KV. Im Anschluss folgten Forschungsaufenthalte in Rom, Florenz und Cambridge. Von 1967 bis 1971 war er Assistent am Leibniz-Kolleg der Universität Tübingen und 1971 bis 1972 Assistent an der Katholisch-Theologischen Fakultät der Universität Tübingen auf einer Habilitationsstelle. Die Habilitation wurde in Folge dogmatischer Differenzen mit den Professoren Hans Küng und Joseph Ratzinger abgebrochen.
Von 1973 bis 1983 war Nolte Angestellter beim Historischen Sonderforschungsbereich „Spätmittelalter und frühe Neuzeit“ in der Funktion als Projektleiter für das Teilprojekt „Führungsschichten und Gelehrte Räte in der Frühen Neuzeit“. Anschließend war er Professor für Kunstgeschichte und Museumspädagogik an der Universität Hildesheim. Die Professur wurde auf Bitten der Universität sowie des Inhabers der Professur durch den Minister für Wissenschaft und Kunst umbenannt in eine „Professur für Europäische Kulturgeschichte und Kunstwissenschaft“. Nach der Emeritierung 2005 vertrat Nolte bis 2008 die vakante Professur.
In seinen Hildesheimer Jahren bewohnte er nach Bedarf in der Nähe von Hildesheim das Gut Walshausen, das von ihm und anderen Pächtern auch als Begegnungsstätte genutzt wurde.
Seit 2005 hielt er sich dann wieder weitgehend in Tübingen auf, wo er seit seiner Studienzeit seinen Hauptwohnsitz hatte. Von dort aus war er publizistisch auch in Europafragen tätig; letzteres in Verbindung mit dem 1976 von ihm gegründeten Europa Zentrum Baden-Württemberg in Stuttgart.

## Werke (Auswahl)
- Dogma in Geschichte. Versuch einer Kritik des Dogmatismus in der Glaubensdarstellung (= Ökumenische Forschungen, 2. Abt., Bd. 3). Herder, Freiburg/Br. 1971 (Dissertation Universität Tübingen).
- Theologia experimentalis. Übergänge zu einer Metatheologie. Patmos-Verlag, Düsseldorf 1975, ISBN 3-491-77564-7.

- Savonarola. Michelangelo. Luther. Ergänzungen zur Reformationsgeschichte und weiterreichende Fragen. Berlin 2018 ISBN 978-3-643-13857-6 (Inhaltsverzeichnis; Auszüge in Google Books).

- Hölderlin und Leonardo. Analogien im Lichte der Felsgrottenmadonna. Tübingen 2021 ISBN 978-3-7720-8706-6